# Scaphytopius anticus
Scaphytopius anticus är en insektsart som beskrevs av Carl Stål 1862. Scaphytopius anticus ingår i släktet Scaphytopius och familjen dvärgstritar. Inga underarter finns listade i Catalogue of Life.